# Alba Xandri Suets
Alba Xandri Suets (Berga, Berguedà, 2 d'octubre de 1978), és una esportista d'alt nivell, viatgera, traductora i professora.
Va estudiar Traducció i interpretació per a posteriorment començar a competir en diverses disciplines esportives. Els anys 2000-2001 va començar amb el duatló i el triatló, com a membre de la selecció gallega; dedicant-se al triatló durant més d’una dècada. El 2005, als Campionats europeus de triatló a Suècia va guanyar en el seu grup d'edat i va participar el 2007 a l'Ironman de Hawaii. El 2010, amb la federació catalana de duatló i triatló va guanyar el Campionat d'Espanya de duatló per autonomies i el mateix any, va ser campiona absoluta de triatló a Catalunya.
És una esportista molt polifacètica i en dona fe el fet que ha format part de diverses seleccions catalanes: triatló, ciclisme, raquetes de neu, esquí de muntanya i curses de muntanya. El 2008 va ser 2a a la Jean Bouin Open de Barcelona, el 2009 va ser 4a a la Marató de València, el 2012 va fer 5a a la Copa del món de crono vertical amb esquís de muntanya i 2a a la Copa del Món de Km vertical a Finestrat. El 2013 va ser 4a a la Copa del Món de cursa vertical. L'any 2018 va ser primera al Campionat d'Espanya de Triatló d'Hivern.
És coautora del llibre La màgia dels pedals, amb el Ricard Calmet Calveras, on relaten el viatge en que van fer la volta al món en bicicleta des de 2014 i durant 3 anys, recorrent 55.000 km per 41 països.
És cofundadora des de l'any 2019 de la revista Sorora, revista sobre esport femení, amb Laura Roca, per reclamar més visibilització de les dones.